# Mk23
HK MK23 (Mark 23) er en halvautomatisk kaliber .45 pistol, der er produceret af det tyske våbenfirma Heckler & Koch. Den blev også en del af United States Special Command (USSOCOM) i 1990'erne. Der kan som regel monteres en lyddæmper og et LAM modul, eller andre lygteformer.
Det danske politi bruger HK USP pistol som deres tjenestepistol, denne er en slags videreudvikling, eller bror, til HK MK23. HK MK23 er effektiv op til 50m.
 Der er for få eller ingen kildehenvisninger i denne artikel, hvilket er et problem. Du kan hjælpe ved at angive troværdige kilder til de påstande, som fremføres i artiklen.

| Våben | Spire Denne artikel om våben er en spire som bør udbygges. Du er velkommen til at hjælpe Wikipedia ved at udvide den. |